# Tomás Machado
Tomás Jesús Machado (Rosario, Provincia de Santa Fe, Argentina, 1 de abril de 1990) es un futbolista argentino. Juega como marcador central y su primer equipo fue Central Córdoba de Rosario. Actualmente milita en Atlético Paraná del Torneo Federal A.

## Clubes
| Club                         | País      | Año       | PJ | G |
| ---------------------------- | --------- | --------- | -- | - |
| Central Córdoba de Rosario   | Argentina | 2009–2010 | 1  | 0 |
| Deportivo Armenio            | Argentina | 2013–2014 | 7  | 0 |
| Sportivo Patria de Formosa   | Argentina | 2014      | 18 | 0 |
| Deportivo Madryn             | Argentina | 2015      | 14 | 0 |
| Atlético Paraná              | Argentina | 2015–2016 | 22 | 0 |
| Unión Aconquija de Catamarca | Argentina | 2016–2017 | 17 | 1 |
| Atlético Paraná              | Argentina | 2017–?    | 12 | 0 |